# Patrick Malo
Patrick Malo (Uagadugú, Burkina Faso, 18 de febrero de 1992) es un futbolista de Burkina Faso que juega en la posición de lateral izquierdo y que actualmente milita en el USFA Ouagadougou de la Primera División de Burkina Faso.

## Carrera

### Club
| Periodo   | Club             |
| --------- | ---------------- |
| 2011-2013 | USFA Ouagadougou |
| 2013-2015 | SOA              |
| 2015-2016 | JS Kabylie       |
| 2016-2017 | Smouha SC        |
| 2017-2018 | Wadi Degla SC    |
| 2018-2019 | ASEC Mimosas     |
| 2020-2022 | Hassania Agadir  |
| 2022-2024 | Qadsia SC        |
| 2024-     | USFA Ouagadougou |

### Selección nacional
Jugó para Burkina Faso en 22 ocasiones de 2015 a 2022 y participó en dos ediciones de la Copa Africana de Naciones donde en ambas ocasiones llegó a las semifinales.

## Vida personal
Es hijo del exfutbolista y entrenador Kamou Malo, que llegó a dirigir a Burkina Faso.

## Logros
- Primera División de Costa de Marfil (1): 2018
- Copa de Costa de Marfil (1): 2018
- Copa de la Liga de Costa de Marfil (1): 2014
- Copa del Emir de Kuwait (1): 2023/24